# 盧思麟
盧思麟（英語：Tommy Lo Sze Lun，1981年11月29日—），香港傳媒人、經紀人、製作人及製片人，曾为電視劇集監製，代表作有ViuTV《大叔的愛》。亦是電影《愛情城事》出品人之一。現為電視廣播有限公司 TVB Plus 非戲劇部總監。

## 個人簡介
盧思麟出身於香港的基層家庭，一家四口於九龍城區長大，是家中的大哥。他曾就讀喇沙小學，畢業於喇沙書院。就讀中學時，熱衷運動，是田徑及足球隊成員。
2000年以優異成績入讀香港浸會大學傳理學院專修英文新聞，在課餘時間於香港電台兼職新聞翻譯工作。及後於2003年，前往加拿大多倫多都會大學作半年的交換生，修讀廣播電視課程。 
2003年畢業後，加入有線電視，為「有線娛樂新聞台」開台時期的幕後創作團隊之一。 
2004年起轉投亞洲電視，主要作品是《開心大發現》、《冷知識衝動》及《從香港出發》。
2007年再次加入有線電視，主要作品是《活得很滋味》及香港首個旅遊真人Show節目《40日峰狂嘆世界》。在此認識監製曾昭隆，並直至現在也是好拍擋。
2011年轉職至電訊盈科旗下收費電視台now寬頻電視，擔任互動遊戲節目《撳錢》的編審。《撳錢》是全港首個互動遊戲節目，吸引大批市民參與，最巔峰時期曾創下逾六萬觀眾同一時段駐守電視機前爭相撳錢的熱潮。
2012年轉投A Star製作公司工作，並擔任創作總監，作品有《珍情品味》等。同時，盧思麟也在這幾年間策劃多個觸目盛事, 包括數屆香港電影金像獎、第55屆與第56屆亞太影展 及第15屆華鼎獎。另外，他更涉及廣告創作，曾為CityLink及禮記餅家等客戶創作廣告。
2016年後，盧思麟決定自立門戶，成立了自己的創作室，主要業務包括電視節目製作、廣告及媒體宣傳，並負責藝人管理。其公司主力為ViuTV拍攝不同類型的實況娛樂節目（真人實境節目）及劇集。非戲劇方面，有《快樂童盟》、《金剛旅神團》、《全日情侶診所》、《旅巫》等節目。當中《金剛旅神團》收視更直逼4點，是當年ViuTV收視之冠。而戲劇方面，有《迷失假期》、《大叔的愛》、《凶宅清潔師》(J2)、《繩角》及《百萬同居計劃》。其中，改編自日本朝日電視台的同名電視劇《大叔的愛》是香港第一套同性愛情劇集。播出後引起坊間熱烈討論，收視更創下ViuTV開台最高紀錄。此劇更奪得《觀眾在民間電視大獎》多個獎項，包括「民選最佳劇集」、「民選最佳劇本」、「民選最佳攝影」、「民選最佳男主角」（盧瀚霆）、「民選最佳男配角」（邱士縉）、「民選最佳女配角」（簡慕華）、「民選最佳電視歌曲」（盧瀚霆主唱的《不可愛教主》）及「民選最佳戲劇拍檔」（呂爵安、盧瀚霆）。曾合作的藝人方面，有練美娟、徐㴓喬、黃可盈等。 而在2020年，更與徐㴓喬合作，推出了一本關於12個女生的寫真集，所得之收益扣除成本後，更全數撥捐本地慈善團體「HER Fund」，為香港基層女性提供能力培訓及撥款，促進女性權益和改善她們的生活境況。
2021年6月20日加入無綫電視，擔任J2台總監，並推出多個話題性節目，如: 《仔仔一堂》、《港女野人》、《CP訓練營》、《自然系女子旅行》、《解風東京》、《超級毛特兒大賽》及《我要瞓鬥》等。
2024年開始踏上電影之路, 是電影《愛情城事》出品人之一。

## 作品

### 香港有線電視（高級編劇）
| 首播年份 | 節目名             |
| -------- | ------------------ |
| 2003 年  | 《有線娛樂新聞》   |
| 2007 年  | 《活得很滋味》     |
| 2008 年  | 《40日峰狂嘆世界》 |
| 2010 年  | 《美食法庭》       |

### 香港亞洲電視（編劇）
| 首播年份 | 節目名         |
| -------- | -------------- |
| 2004 年  | 《開心大發現》 |
| 2005 年  | 《冷知識衝動》 |
| 2008 年  | 《從香港出發》 |

### now寬頻電視（編審）
| 首播年份 | 節目名   |
| -------- | -------- |
| 2011 年  | 《撳錢》 |

### A Star製作公司
| 首播年份 | 節目名       |
| -------- | ------------ |
| 2012 年  | 《珍情品味》 |

### 綜藝節目
ViuTV
| 首播年份 | 節目名                                 |
| -------- | -------------------------------------- |
| 2016 年  | 《快樂童盟》                           |
| 2016 年  | 《Begin Again 異鄉再出道》             |
| 2016 年  | 《唔係本地菜》                         |
| 2016 年  | 《粵詞越愛》                           |
| 2017 年  | 《音樂密密報》                         |
| 2017 年  | 《Girls' Talk （页面存档备份，存于）》 |
| 2017 年  | 《本地薑 （页面存档备份，存于）》      |
| 2017 年  | 《交換旅遊日記》                       |
| 2018 年  | 《返歸啦!俄仔》                        |
| 2019 年  | 《北海道是咁Look》                     |
| 2019 年  | 《全日情侶診所》                       |
| 2020 年  | 《金剛旅神團》                         |
| 2020 年  | 《老友鬼鬼》                           |
| 2020 年  | 《玩轉英語》                           |
| 2020 年  | 《樂齡不悶場》                         |
| 2020 年  | 《聲畫合拍2 （页面存档备份，存于）》   |
| 2020 年  | 《旅巫》                               |
| 2021 年  | 《老大愛美麗 （页面存档备份，存于）》  |
| 2021 年  | 《動物傳Sham㴓》                       |
| 2021 年  | 《動物守衛隊》                         |
| 2021 年  | 《一百種生活 （页面存档备份，存于）》  |
| 2021 年  | 《宜家宅急變》                         |
| 2021 年  | 《大神樂小區 （页面存档备份，存于）》  |
| 2021 年  | 《開運旅神團》                         |

奇妙電視
| 首播年份 | 節目名       |
| -------- | ------------ |
| 2019 年  | 《男士堂》   |
| 2020 年  | 《搵陣》     |
| 2021 年  | 《一秒廚神》 |

### 劇集
ViuTV
| 首播年份 | 節目名           |
| -------- | ---------------- |
| 2018 年  | 《迷失假期》     |
| 2021 年  | 《大叔的愛》     |
| 2022 年  | 《繩角》         |
| 2022 年  | 《百萬同居計劃》 |

TVB
| 首播年份 | 節目名         |
| -------- | -------------- |
| 2021 年  | 《凶宅清潔師》 |

### 電影
| 上映年份 | 中文片名     | 職務   | 備註             |
| -------- | ------------ | ------ | ---------------- |
| 2024 年  | 《愛情城事》 | 出品人 | 金馬影展的閉幕片 |

### 廣告創作
| 2013 年 | Citylink領域廣告 – 周秀娜 「我嘅領域等緊你」 |
| 2015 年 | 澳門英記餅家廣告 – 「禮學篇」                |
| 2017 年 | 港鐵MTR -才子Guide人鐵路遊                   |
| 2019 年 | payme 得醒大激鬥                             |
| 2020 年 | FWD富衛全新品牌廣告 Celebrate living         |
| 2020 年 | FWD富衛 - "Commit to HK"                     |
| 2020 年 | 港鐵MTR -屯馬線                              |
| 2020 年 | 港鐵MTR -高鐵線                              |
| 2020 年 | 港鐵MTR – 社會共融週                         |
| 2020 年 | 慈善寫真相集 <Girls>                         |
| 2021 年 | 邦民人氣選 : 女神練習生                      |
| 2021 年 | 渣打 Together V-run 一起跑一齊FUND           |
| 2022 年 | IKEA宜家宅急便                               |

## 獎項
| 年度    | 頒獎典禮                                       | 獎項                            | 劇集或入圍者                  | 結果 |
| ------- | ---------------------------------------------- | ------------------------------- | ----------------------------- | ---- |
| 2021 年 | 觀眾在民間電視大獎                             | 民選最佳劇集                    | 《大叔的愛》                  | 獲獎 |
| 2021 年 | 觀眾在民間電視大獎                             | 民選最佳劇本                    | 《大叔的愛》                  | 獲獎 |
| 2021 年 | 觀眾在民間電視大獎                             | 民選最佳攝影                    | 《大叔的愛》                  | 獲獎 |
| 2021 年 | 觀眾在民間電視大獎                             | 民選最佳男主角                  | 《大叔的愛》 (盧瀚霆)         | 獲獎 |
| 2021 年 | 觀眾在民間電視大獎                             | 民選最佳男配角                  | 《大叔的愛》 (邱士縉)         | 獲獎 |
| 2021 年 | 觀眾在民間電視大獎                             | 民選最佳女配角                  | 《大叔的愛》 (簡慕華)         | 獲獎 |
| 2021 年 | 觀眾在民間電視大獎                             | 民選最佳電視歌曲                | 《不可愛教主》 (主唱:盧瀚霆)  | 獲獎 |
| 2021 年 | 觀眾在民間電視大獎                             | 民選最佳戲劇拍檔                | 《大叔的愛》 (呂爵安、盧瀚霆) | 獲獎 |
| 2022 年 | 觀眾在民間電視大獎                             |                                 |                               |      |
| 2022 年 | 觀眾在民間電視大獎                             | 民選最佳男主角                  | 《百萬同居計劃》 (盧瀚霆)     | 獲獎 |
| 2022 年 | 觀眾在民間電視大獎                             | 民選最佳男配角                  | 《繩角》 (駱振偉)             | 獲獎 |
| 2022 年 | 觀眾在民間電視大獎                             | 民選最佳女配角                  | 《繩角》 (馮素波)             | 獲獎 |
| 2022 年 | 觀眾在民間電視大獎                             | 民選最佳電視歌曲                | 《同居陌生人》 (主唱:盧瀚霆)  | 獲獎 |
| 2022 年 | 亞洲影藝創意大獎 Asian Academy Creative Awards | 最佳串流平台原創節目 - 香港地區 | J2 《凶宅清潔師》             | 獲獎 |
| 2023 年 | 亞洲影藝創意大獎 Asian Academy Creative Awards | 最佳劇集 - 香港地區             | 《繩角》                      | 獲獎 |
| 2023 年 | 亞洲影藝創意大獎 Asian Academy Creative Awards | 最佳劇集 - 亞洲                 | 《繩角》                      | 提名 |
| 2023 年 | 亞洲影藝創意大獎 Asian Academy Creative Awards | 最佳真人實況節目 - 香港地區     | J2 《超級毛特兒大賽》         | 獲獎 |
| 2023 年 | 亞洲影藝創意大獎 Asian Academy Creative Awards | 最佳真人實況節目 - 亞洲         | J2 《超級毛特兒大賽》         | 提名 |

## 外部連結
- 盧思麟的Instagram帳戶
- 盧思麟 （页面存档备份，存于）